# Night Ocean
Night Ocean est un recueil de nouvelles de l'auteur américain H. P. Lovecraft appartenant aux genres fantastique et science-fiction publié en France aux Éditions Belfond en 1986, avec une traduction de Jean-Paul Mourlon. Ce recueil est sans équivalent en langue anglaise.
Plusieurs nouvelles sont écrites en collaboration avec d'autres auteurs. Certains textes permettent de découvrir Lovecraft s'adonnant à la parodie ou au pastiche (Ibid, Bataille à la fin du siècle, Quelques souvenirs sur le Dr Johnson, Douce Ermengarde).
Le Livre de Raison qui clôt le recueil n'est pas une nouvelle mais une collection d'idées, de notes, de suggestions pour écrire des textes.

## Contenu
- Introduction par S.T.Joshi
- Night Ocean (The Night Ocean) en collaboration avec Robert H. Barlow
publié pour la première fois dans The Californian, hiver 1936
- Souvenir (Memory)
publié pour la première fois dans The United Co-operative, juin 1919
- Nyarlathotep (Nyarlathotep)
publié pour la première fois dans The United Amateur, novembre 1920
- Ex Oblivione (Ex Oblivione)
publié pour la première fois dans The United Amateur, mars 1921
- Ce qu'apporte la Lune (What The Moon Brings)
publié pour la première fois dans The National Amateur, mai 1923
- Histoire du Necronomicon (History and Chronology of The Necronomicon)
publié pour la première fois dans The Rebel Press, 1936
- Ibid (Ibid)
publié pour la première fois dans The O-Wash-Ta-Nong, janvier 1938
- Bataille à la fin du siècle (The Battle That Ended The Century) en collaboration avec Robert H. Barlow
publié pour la première fois dans The Acolyte, automne 1944
- Cosmos effondrés (Collapsing Cosmoses) en collaboration avec Robert H. Barlow sous le pseudonyme commun de Hammond Eggleston
publié pour la première fois dans Leaves II, 1938
- Le Piège (The Trap) en collaboration avec Henry S. Whitehead
publié pour la première fois dans Strange Tales of Mystery and Terror, mars 1932
- Le Défi d'outre-espace (The Challenge From Beyond) en collaboration avec Robert E. Howard, Frank Belknap Long, Abraham Merritt et Catherine L. Moore suivant le principe du Round-robin
publié pour la première fois dans The Fantasy Magazine, septembre 1935
- Les Chats d'Ulthar (Cats of Ulthar), précédemment publié en français dans le recueil Dagon avec une traduction de Paule Pérez
publié pour la première fois dans The Tryout, novembre 1920
- Quelques souvenirs sur le Dr Johnson (A Reminiscence of Dr. Samuel Johnson)
publié pour la première fois dans The United Amateur, novembre 1917
- Le Peuple ancien (The Very Old Folk)
publié pour la première fois dans Scienti-Snaps, été 1940
- Douce Ermengarde ou le cœur d'une paysanne (Sweet Ermengarde)
publié pour la première fois dans le recueil Beyond The Wall of Sleep, 1943
- Les Sortilèges d'Aphlar (The Sorcery of Aphlar) en collaboration avec Duane W. Rimel
publié pour la première fois dans The Fantasy Fan, décembre 1934
- Le Livre de Raison (The Notes and Commonplace Book)

## Différentes éditions
- Éditions Belfond coll. Les Portes de la nuit, octobre 1986.
- J'ai lu coll. Science-Fiction n° 2519, décembre 1988. Réédité en 1993, 1999, 2005[2].